# Adalbertstor

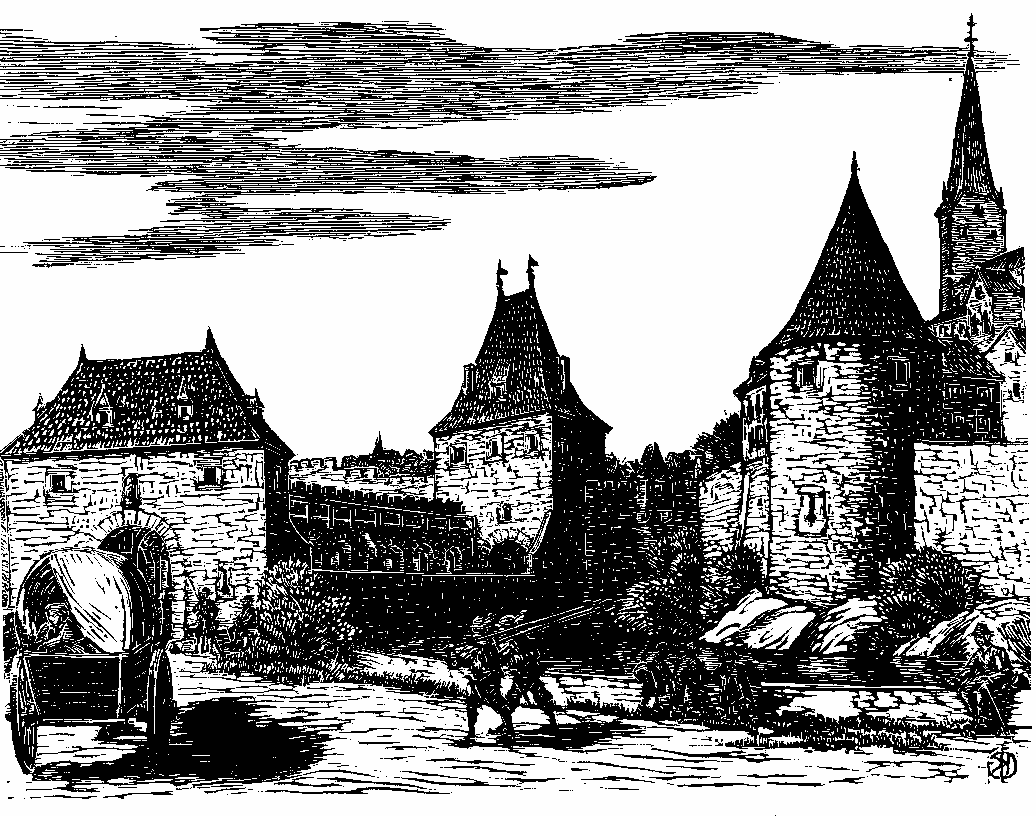
Adalbertstor in vermoedelijk 18e eeuw, houtsnede van K. J. Gollrad

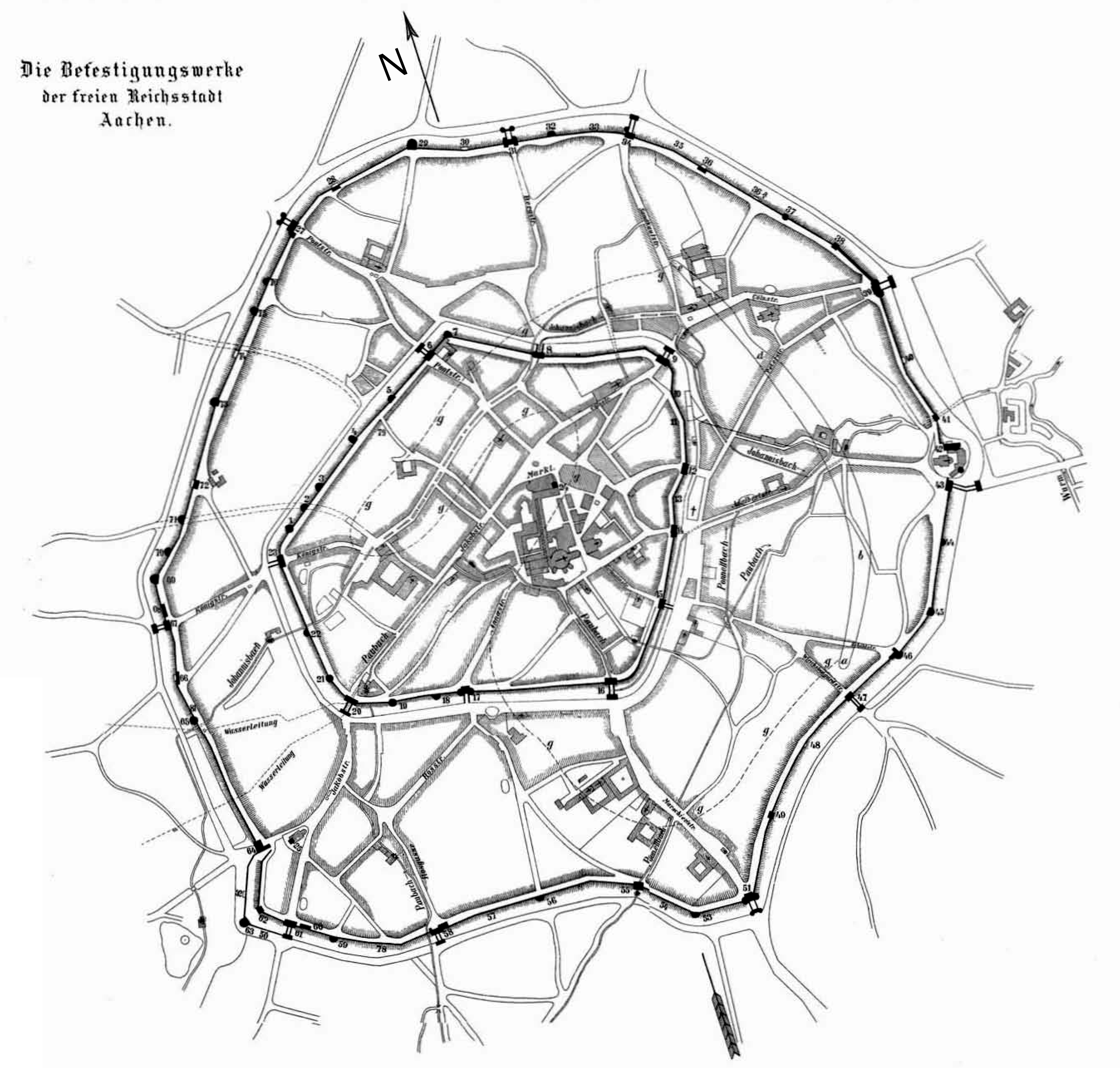
Overzicht van de vestingwerken in Aken. Nummer 43 is de Adalbertstor.

De Adalbertstor was een stadspoort gebouwd aan het begin van de 14e eeuw en maakte deel uit van de buitenste stadsmuren van de Duitse stad Aken. Het poortgebouw bestaat niet meer.

## Locatie
De Adalbertstor lag aan het einde van de Adalbertstraße die uitkwam bij de in de binnenste stadsmuren van de stad gelegen Ursulinertor. Ze lag direct ten zuiden van de Sint-Adalbertkerk in het oosten van de stadsomwalling.
Als onderdeel van de buitenste stadsmuren van Aken lag de Adalbertstor tussen de Kölntor in het noorden en de Wirichsbongardstor in het zuiden. Tussen de Kölntor en de Adalbertstor lagen een erker van de Akense stadsmuren, een van de wachthuizen van de Akense stadsmuren en de waltorens de Wasserturm en de Adalbertsturm. De Adalbertsturm bevond zich in de directe nabijheid van de Adalbertstor. Tussen de Adalbertstor en de Wirichsbongardstor bevonden zich de Rotkugelturm, Pulvertürmchen en Schildturm.
De Adalbertstor had als equivalent in de binnenste stadsmuren de Ursulinertor.

## Geschiedenis
De naam van de poort is afgeleid van de rond de 11e eeuw op de rotsformatie Adalbertsfelsen opgetrokken Adalbertsstift. Later werd er op die plek de Sint-Adalbertkerk gebouwd.
Aan het begin van de 14e eeuw werd de Adalbertstor opgetrokken, direct ten zuiden van de Adalbertsfelsen.
Vermoedelijk is de poort tijdens de Franse bezetting van Aken toen Napoleon in 1804 de instructies gaf om de militaire betekenis van Aken te minimaliseren, volledig afgebroken.

## Opbouw
De Adalbertstor werd als klein drie verdiepingen tellend rechthoekig gebouw gebouwd. De weg die door de poort voert bestaat al sinds de Romeinse tijd en verbond Aken met de stad Jülich. De doorgang werd geflankeerd door ruimtes voor wachters. Net als bijna alle Akense stadspoorten had de stadspoort ook een voorpoort. Tussen het hoofdgebouw en de voorpoort lag een ongeveer 70 meter lange gebogen damweg. Aan de rechterkant van deze verbinding lag naast de gracht een lage muur. Aan de linkerkant bevond zich een hoge muur met kantelen.